# Discobola striata
Discobola striata là một loài ruồi trong họ Limoniidae. Chúng phân bố ở miền Australasia.